# 80's Stars
80's Stars è un singolo degli Eiffel 65 pubblicato nel 2001 e contenuto nell'album Contact!.

## Descrizione
La canzone rielabora il ritornello di Centro di gravità permanente, pubblicata nel 1981 da Franco Battiato.

## Tracce
Testi e musiche di Giusto Pio, Franco Battiato e Gabry Ponte.
1. Eiffel 65 – 80's Stars (Album Mix) – 4:30 (Giusto Pio, Franco Battiato e Gabry Ponte)
2. Eiffel 65 – 80's Stars (Extended Mix) – 5:09 (Giusto Pio, Franco Battiato e Gabry Ponte)
3. Eiffel 65 – 80's Stars (Pop Floor Mix) – 4:06 (Giusto Pio, Franco Battiato e Gabry Ponte)
4. Eiffel 65 – 80's Stars (Gabry Ponte Power Mix) – 6:17 (Giusto Pio, Franco Battiato e Gabry Ponte)
5. Eiffel 65 – 80's Stars (Drunk Phunk Cut) – 6:15 (Giusto Pio, Franco Battiato e Gabry Ponte)

Durata totale: 26:17